# Cotbauru (Ort)
Cotbauru (Kotbauru, Cotobouro) ist ein osttimoresischer Ort im Suco Seloi Malere (Verwaltungsamt Aileu, Gemeinde Aileu).

## Geographie
Das Dorf Cotbauru liegt im äußersten Westen der Aldeia Cotbauru auf einer Meereshöhe von 1116 m. Die Dorfstraße bildet einen Bogen, um den sich die Gebäude gruppieren. Nach Norden und Südwesten führt die Straße in den Suco Seloi Craic. Gleich hinter der Grenze im Norden beginnt das Dorf Lidulalan (Aldeia Talifurleu), im Südwesten das Dorf Casamou (Aldeia Casamou). Eine weitere Straße führt nach Südosten hinab, quer durch die Aldeia Cotbauru zur Gemeindehauptstadt Aileu. Unterhalb von Cotbauru liegt im Westen der Lago Seloi (deutsch Seloi-See).